# Давід Омар Родрігес Баррера
Давід Омар Родрігес Барре́ра (ісп. David Omar Rodríguez Barrera, нар. 27 січня 1989, Лас-Пальмас-де-Гран-Канарія), відомий як Дейвід (ісп. Deivid) — іспанський футболіст, захисник.

## Ігрова кар'єра
У дорослому футболі дебютував 2007 року виступами за команду «Універсідад» з рідного Лас-Пальмаса, в якій провів три сезони, взявши участь у 71 матчі чемпіонату.
2010 року перейшов до «Севільї», в системі якої почав грати за команду дублерів «Севілья Атлетіко». За головну команду клубу дебютував лише у 2012, провівши загалом п'ять ігор у Ла-Лізі.
У 2012–2014 роках грав за друголіговий «Лас-Пальмас», звідки перейшов до «Кордови». Сезон 2014/15 відіграв за нову команду у найвищому дивізіоні, утім не завадив команді понизитися в класі, тож наступні два роки захищав її кольори на рівні Сегунди.
Згодом упродовж 2018–2020 років грав у тій же Сегунді за «Реал Вальядолід» та «Лас-Пальмас», а також в оренді в кіпрському «Неа Саламіна».
На початку 2020-х завершував ігрову кар'єри в іспанських нижчолігових командах.